# Boris Baranov
Boris Aleksandrovich Baranov (en ruso: Борис Александрович Баранов, Ucraniano: Борис Олександрович Баранов) (11 de noviembre de 1940 - 6 de abril de 2005) fue un ingeniero ucraniano especializado en energía térmica y liquidador que desempeñó un papel crucial tras el desastre de la central nuclear de Chernóbil, en el que fue uno de los integrantes del equipo conocido como el "escuadrón suicida" que llevó a cabo la tarea de drenar las piscinas de supresión de vapor situadas bajo el cuarto edificio del reactor, evitando una segunda explosión.  
En reconocimiento a su heroísmo y sacrificio, fue honrado póstumamente con el título de "Héroe de Ucrania" en el año 2019.

## Biografía
Nació el 11 de noviembre de 1940 en el pueblo de Sozinovy, ubicado en la región de Kirov. Realizó sus estudios primarios en una escuela local. En el período comprendido entre 1966 y 1976, desempeñó el cargo de ingeniero de guardia en la central térmica de la central y, posteriormente, asumió la posición de jefe de turno en la central térmica de la Planta Metalúrgica de Kryvorizka, ubicada en la región de Dnipropetrovsk.
En el año 1974, obtuvo su título académico del Instituto Politécnico por Correspondencia de Ucrania, con una especialización en ingeniería térmica y energética.
A partir de 1976, comenzó a ejercer sus funciones en la central nuclear de Chernóbil, desempeñando el cargo de supervisor de turno.

## Papel en el desastre de Chernóbil
Alrededor de 185 toneladas de material nuclear fundido del reactor devastado provocaron la erosión de la losa de cemento subyacente. Justo debajo de este, el agua, empleada en un intento por sofocar el incendio en los primeros días tras el accidente, se acumuló en la cuenca de Barbater. Se estima que su volumen ascendió a unas 19,000 toneladas. La probabilidad de una segunda explosión de alto riesgo se originaría en caso de que el núcleo fundido entrara en contacto con el agua, era casi total. En consecuencia, se desarrolló un plan de acción: tres "buzos" que conocían el edificio, se encargarían de explorar las cámaras inundadas del cuarto reactor, localizar dos válvulas de cierre y proceder a su apertura para drenar el agua.
El líder del turno en la estación, encargado de tomar la decisión de llevar a cabo la tarea de vaciar la piscina de Barbater de la unidad de energía devastada, fue Boris Baranov. Junto a él, participaron en la misión, el ingeniero principal de la unidad de energía No. 3, Valery Bespalov, y el ingeniero principal Alexei Ananenko
A pesar de informes mediáticos que afirmaban erróneamente que los tres héroes habían fallecido a causa de la radiación, es importante destacar que sobrevivieron, habiendo recibido dosis de radiación no críticas.
Tras la exitosa resolución de las secuelas del accidente, Baranov continuó desempeñando su labor en la central nuclear de Chernóbil. Hasta la clausura de la última unidad de energía, que fue desmantelada a finales del año 2000.
Boris Baranov falleció el 6 de abril de 2005 a causa de un ataque cardíaco y reposa en el cementerio forestal de Kiev, en la parcela número 108.

## Condecoraciones
- El título de Héroe de Ucrania con la condecoración de la Orden de la "Estrella Dorada" (27 de junio de 2019, póstumamente) — por el heroísmo y las acciones desinteresadas mostradas durante el accidente de la central nuclear de Chernóbil.
- Orden "Por el coraje" del siglo III. (25 de abril de 2018, póstumamente) — por su importante contribución personal para superar las consecuencias del desastre de Chernóbil, su dedicación demostrada y su gran profesionalismo, muchos años de fructífera actividad pública y con motivo del Día Internacional en Recuerdo del Desastre de Chernóbil.

## Conmemoración
- En la Calle de los Héroes de Chernóbil, se encuentra la calle Borys Baranov.

## Televisión
En la serie Chernóbil producida por HBO, Baranov es interpretado por el actor Oscar Dyekjær Giese.